# Far East Tour 1965 (The Rolling Stones)
Far East Tour 1965 bylo koncertní turné britské rockové skupiny The Rolling Stones, které sloužilo jako propagace studiového alba The Rolling Stones No. 2. Turné bylo zahájeno trojicí koncertů v Sydney a bylo zakončeno koncertem v Singapuru.

## Setlist
Toto je nejčastější hrtaný seznam skladeb.
Autory všech skladeb jsou Jagger/Richards pokud není uvedeno jinak.
1. „Not Fade Away“
2. „Walking The Dog“
3. „Under The Boardwalk“
4. „Little Red Rooster“
5. „Around and Around“
6. „Heart of Stone“
7. „Time Is On My Side“
8. „It's All Over Now“

## Sestava
The Rolling Stones
- Mick Jagger – (zpěv, harmonika, perkuse)
- Keith Richards – (kytara, doprovodný zpěv)
- Brian Jones – (kytara, harmonika, doprovodný zpěv)
- Bill Wyman – (baskytara, doprovodný zpěv)
- Charlie Watts – (bicí)

## Turné v datech
| Datum                       | Město        | Stát        | Místo                       |
| --------------------------- | ------------ | ----------- | --------------------------- |
| 22. ledna 1965 (2 koncerty) | Sydney       | Austrálie   | Manufacturer’s Auditorium   |
| 23. ledna 1965 (3 koncerty) | Sydney       | Austrálie   | Manufacturer’s Auditorium   |
| 25. ledna 1965 (2 koncerty) | Brisbane     | Austrálie   | City Hall                   |
| 26. ledna 1965 (2 koncerty) | Brisbane     | Austrálie   | City Hall                   |
| 27. ledna 1965 (2 koncerty) | Sydney       | Austrálie   | Manufacturer’s Auditorium   |
| 28. ledna 1965 (2 koncerty) | St. Kilda    | Austrálie   | Palais Theatre              |
| 29. ledna 1965 (3 koncerty) | St. Kilda    | Austrálie   | Palais Theatre              |
| 1. února 1965 (2 koncerty)  | Christchurch | Nový Zéland | Theatre Royal               |
| 2. února 1965 (2 koncerty)  | Invercargill | Nový Zéland | Civic Theatre               |
| 3. února 1965 (2 koncerty)  | Dunedin      | Nový Zéland | Town Hall                   |
| 6. února 1965 (2 koncerty)  | Auckland     | Nový Zéland | Town Hall                   |
| 8. února 1965 (2 koncerty)  | Wellington   | Nový Zéland | Town Hall                   |
| 10. února 1965 (2 koncerty) | St. Kilda    | Austrálie   | Palais Theatre              |
| 11. února 1965 (2 koncerty) | Adelaide     | Austrálie   | Centennial Hall             |
| 13. února 1965 (3 koncerty) | Perth        | Austrálie   | Capitol Theatre             |
| 16. února 1965 (2 koncerty) | Singapur     | Singapur    | Singapore Badminton Stadium |